# Sent Pau de Guelh
Sent Pau d'Oelh (occità Saint-Paul-d'Oueil) és un municipi francès situat al departament de l'Alta Garona i a la regió d'Occitània.